# Samuel Matthews Vauclain
Samuel Matthews Vauclain (18 de maio de 1856 — 4 de fevereiro de 1940) foi um engenheiro americano, inventor do sistema de distribuição de vapor chamado Vauclain compound para locomotivas a vapor, e presidente da Baldwin Locomotive Works.

## Prémios
- Medalha Elliott Cresson1891[2]